# Bocar Coulibaly
Bocar Coulibaly (* 3. August 1989 in Nouakchott) ist ein mauretanischer Fußballspieler.

## Karriere

### Verein
Coulibaly begann seine Karriere im Jahr 2010 bei ASC Tevragh Zeïna, wo er seitdem spielt. Mit seinem Verein konnte der dreimal den mauretanischen Pokal, den Super Cup, sowie die Meisterschaft in der Saison 2011/12 feiern.

### Nationalmannschaft
Für die mauretanische Nationalmannschaft gab er am 15. April 2012 sein Debüt bei einem Freundschaftsspiel gegen Ägypten, welches mit 3:0 verloren wurde.

## Erfolge
- Meisterschaften: 1

2012
- Pokal:

2010, 2011, 2012
- Mauretanischer Super Cup:

2010